# Willi Busse
Willi Busse (ur. 13 listopada 1906 w Vossberg, zm. 28 sierpnia 1979 w Berlinie) – zbrodniarz nazistowski, SS-Unterscharführer, członek załogi niemieckiego obozu koncentracyjnego Sachsenhausen.
Pełnił służbę jako wartownik i, od końca kwietnia 1941, Blockführer w obozie Sachsenhausen. W procesie załogi Sachsenhausen, który w 1970 toczył się przed zachodnioniemieckim sądem w Kolonii skazany został na dożywotnie pozbawienia wolności za zbrodnie popełnione w obozie. Wielokrotnie dokonywał indywidualnych egzekucji i maltretował więźniów na wszelkie możliwe sposoby. Jeden ze świadków w procesie przeciwko Otto Kaiser i innym (między innymi Willi Busse), Józef Ketner ur. 1.02.1913 w Nacesławicach, od 4 września 1940 do 2 maja 1945 więzień obozu koncentracyjnego w Sachsenhausen, podaje liczbę zabitych przez niego więźniów na kilka tysięcy. Wyrok zatwierdził Sąd Najwyższy Niemieckiej Republiki Federalnej 2 sierpnia 1972.